# Bucsumcserb
Bucsum-Cserbu románul: Cerbu, falu Romániában, Erdélyben, Fehér megyében. Közigazgatásilag Bucsony községhez tartozik.

## Fekvése
Bucsony közelében fekvő település.

## Története
Bucsum-Cserbu korábban Bucsony része volt 1850-ben 340, 1941-ben 595 lakossal. Különvált tőle Angheleşti, Fereşti, Valea Cerbului, Valea Poienii, valamint Bordei, Dealu Mare és Tomuşeşti; utóbbiak később
visszakerültek.
1956-ban 97 lakosa volt. 1966-ban 143, 1977-ben 113, 1992-ben 126, 2002-ben pedig 121 lakosa volt.